# Le Maillon et la Chaîne
Pour plus de détails, voir Fiche technique et Distribution.
Le Maillon et la Chaîne est un film documentaire français réalisé par Jacques Ertaud, sorti en 1963. 
Ce film documentaire, qui évoque la vie durant quatre mois dans les îles les plus retirées de l'océan Pacifique, Wallis-et-Futuna, Uvea, Lifou, etc.,  a été nommé à l'Oscar du meilleur film documentaire.

## Fiche technique
- Titre : Le Maillon et la Chaîne
- Réalisation : Jacques Ertaud
- Pays d'origine : France
- Format : Couleurs - 35 mm - 1,85:1 - Dolby Digital
- Genre : Film documentaire
- Durée : 80 minutes
- Date de sortie : 1963